# Râul Mircea, Buda
Râul Mircea este un râu din România, afluent al râului Buda. 